# Шведско-Американское миссионерское общество
Шведско-Американское миссионерское общество (ШАМО) — баптистская миссионерская организация, работавшая в 1919—1947 годах сначала на российском Дальнем Востоке (преимущественно, в Приморском крае), а затем в Китае — среди служащих КВЖД и русскоязычных эмигрантов, осевших там после революции и гражданской войны в России.
Миссия была создана и возглавлялась в 1919—1924 годах шведским пастором Эриком Олсоном, а в 1925—1947 года — шведским пастором Августом Линдстедтом. За исключением Олсона, Линдстедта и их жен, все остальные сотрудники ШАМО были российскими подданными или российскими эмигрантами.
Миссия финансировалась частично Swedish Baptist General Conference of America (это небольшой, по американским меркам, союз консервативных баптистских церквей, состоящих в то время, в основном, из шведских эмигрантов в США), частично — частными жертвователями в Америке и Европе, частично — местными ресурсами.

## Предпосылки
До февральской революции 1917 года Россия была, в основном, закрыта для иностранных евангельских проповедников, которых, в интересах РПЦ, из страны просто высылали. Поэтому после падения монархии появилась возможность проповедовать в России Евангелие, многие заинтересовались такой возможностью. Например, на Первой Генеральной Конференции по евангелизации в России, прошедшей 24 июня 1918 года в Чикаго, звучало:
"Революция в России открыла для Евангелия крупнейшую страну с самым большим населением белых людей в мире. В России 182 миллиона жителей, но не так много евангельских работников в Чикаго. Многие там с нетерпением ждут Евангельской вести. Когда недавно один из лидеров миссии «Дом Евангелия» в Петрограде, сразу после возвращения из Сибири, вышел со своим хором и помощниками на большую площадь, прямо напротив Зимнего дворца, и они провели впервые в истории этого города евангелизацию под открытым небом, то собралось множество людей. После проповеди они обратились к проповеднику и спросили: «Где ты был так долго? Почему ты не рассказал нам об этом раньше?» «Я был в Сибири», — был ответ."
Однако в России началась гражданская война и многие миссионерские общества отказались от идею послать сюда своих работников. Проповедников, готовых заниматься евангелизацией условиях войны, было немного.

## Дальневосточный период

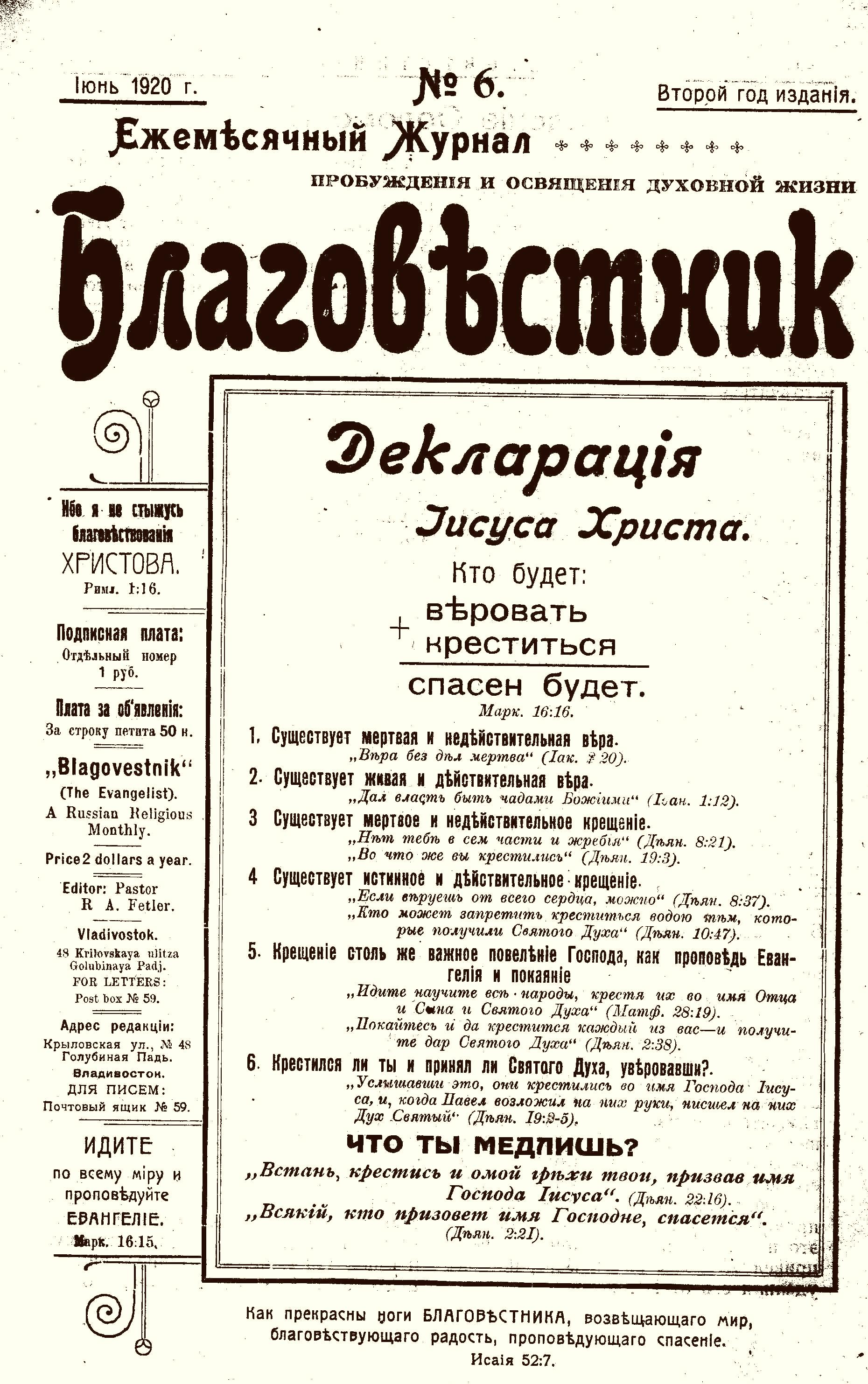
Обложка одного из номеров издававшегося баптистами во Владивостоке журнала «Благовестник». Июнь 1920 года

Шведский пастор Эрик Валдмар Олсон (Eric Waldmar Olson) решил, несмотря на войну, ехать в Россию. В Русском Библейском институте, созданном Вильгельмом Фетлером в американском городе Филадельфия, Олсон познакомился с пастором Яковом Винсом. Винс был пастором баптистской церкви в Самаре, которого царские власти выслали из страны за проповедь Евангелия. С падением царизма Винс решил вернуться. Винсу удалось заручиться поддержкой американских меннонитов (бывших немцев-колонистов из России, которые в конце XIX века бежали от религиозных преследований в Америку — их было несколько десятков тысяч человек, поселившихся компактно в сельскохозяйственных штатах), а Олсон договорился о поддержке со стороны Swedish Baptist General Conference of America.
16 июня 1919 года Олсон и Винс прибыли во Владивосток. Винс, правда, здесь не задержался. Он хотел вернуться к своей церкви в Самару, однако пробраться в Европейскую Россию через Сибирь, где вовсю шли боевые действия, не представлялось возможным и в августе он остановился в Благовещенска. Местная баптистская община насчитывала 150 человек. В ноябре община единодушно избрала его своим пресвитером.
Что касается Олсона, то он остался во Владивосток, где у местных баптистов дела шли не слишком хорошо, — община насчитывала 30-40 верующих и была плохо организована. Олсон познакомился с недавно приехавшими в город Николаем Пейсти (который работал в международной благотворительной организации Христианский союз молодых людей) и Робертом Фетлером, который из Сибири хотел выехать к старшему брату Вильгельму Фетлеру в Америку, но не получил разрешения у американского консула во Владивостоке. Оба имели богословское образование и опыт служителей в евангельских церквях.
Олсон привлек их к работе в качестве сотрудников ШАМО. Роберт Фетлер возобновил издание журнала «Благовестник» (начатое в Омске, но прерванное в связи с его отъездом). Фетлера избрали пресвитером Владивостокской общины баптистов, а Пейсти — пресвитером общины баптистов в Никольске-Уссурийском (ныне город Уссурийск, находится примерно в 100 км от Владивостока). Обе общины за 2-3 года выросли в несколько раз по численности и стали создавать вокруг дочерние церкви. Также, благодаря средствам ШАМО во Владивостоке был налажен массовый выпуск духовной литературы (помимо регулярно выходившего «Благовестника»).
Наладив работу миссии на месте, Олсон уехал сначала в Америку, а затем в Европу, чтобы собрать в евангельских церквях средства на продолжение работы и, по возможности, найти новых сотрудников миссии. Летом 1922 года Олсон вернулся во Владивосток с новыми работниками, шведским пастором Августом Линдстедтом (August Lindstedt) и молодой учительницей — американкой шведского происхождения Маргарет Бергсколд (Margaret Bergskold). Во Владивостоке Август и Маргарет поженились.
Усилившаяся миссия открыла Библейский институт для подготовки проповедников и сделала первый набор студентов. Осенью 1922 года работники ШАМО также начали готовить открытие приюта для сирот во Владивостоке. Однако вся эта работа была остановлена со вступлением большевиков во Владивосток в ноябре 1922 года и установлением здесь Советской власти.
В первые же месяцы Советской власти во Владивостоке был разогнан Библейский институт, арестованы склады издательства с духовной литературой, госслужащие-баптисты были уволены с работы. Количество мест проведения богослужений (которых во Владивостоке к тому времени уже было пять) сократилось. Август Линдстедт был арестован, правда, после допроса отпущен. Однако миссии была вынуждена переместиться в Маньчжурию (северные провинции Китая), где ещё до революции было много русских служащих КВЖД, а после революции и гражданской войны к ним прибавилось несколько сотен тысяч российских эмигрантов. Именно среди них миссионеры ШАМО и продолжили евангелизационную работу. Центром работы миссии стал Харбин, — главный город КВЖД.
Уезжая, миссионеры надеялись и дальше помогать баптистским общинам в Приморье, а также соседних российских регионах. К тому же неизвестно было, сколько большевики продержатся у власти.

Р. А. Фетлер
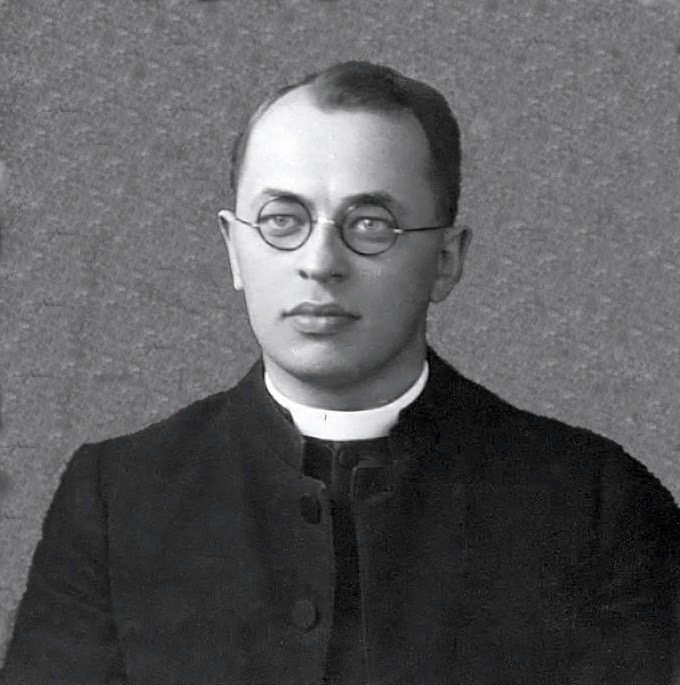
Н. И. Пейсти
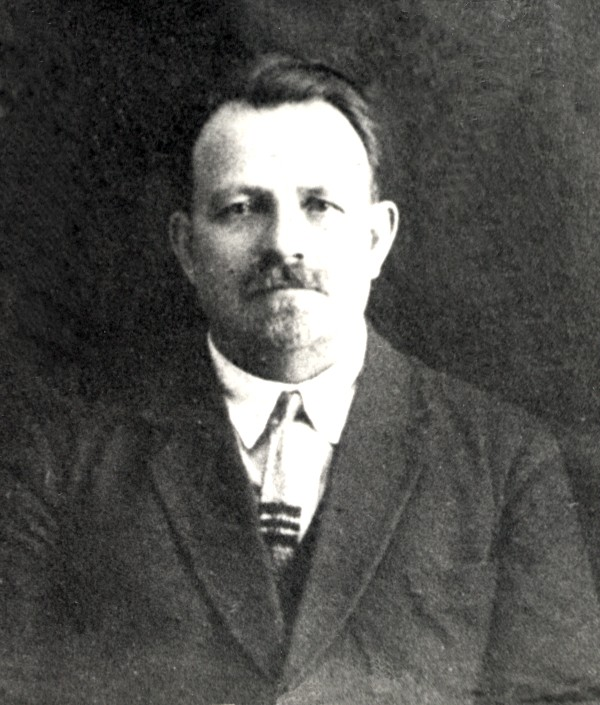
Я. Я. Винс

## Китайский период

### Первые два года
В одном только Харбине к середине 1920-х годов, по разным данным, проживало 150—250 тысяч русских. Русская баптистская церковь в Харбине существовала с 1903 года, правда, не очень большая. Миссионеры ШАМО сотрудничали с ней ещё со времен своей работы во Владивостоке.
В июне 1923 года пресвитером местной общины был избран Роберт Фетлер. Спустя несколько месяцев в Харбине появился Яков Винс, на тот момент возглавлявший Дальневосточный союз баптистов и баптистскую общину Благовещенска-на-Амуре. Винс провел собрание членов харбинской общины, на котором Роберта Фетлера сместили под предлогом покровительства членам общины, не являвшимся русскими по национальности и ещё неким провинностям. (На съезде Дальневосточного союза баптистов в 1925 году Винс объяснит свой конфликт с Фетлером тем, что Роберт повторно рукоположил двух пресвитеров, ранее рукоположенных Дальневосточным союзом и удалил из Никольска-Уссурийского благовестника Дальневосточного союза).
В результате харбинская община оказалась расколота — половина признавала пресвитером Роберта Фетлера, вторая половина — Якова Винса. Так продолжалось более года (за это время часть церкви, возглавляемая Фетлером, крестила 40 человек).
В конце 1924 года не выдержал Эрик Олсон. Неожиданно для всех он объявил об окончании работы ШАМО и спешно отбыл в Америку. Август Линстедт, который в свое время в Швеции договорился о сборе средств для своей миссионерской работы, но оказался обманут своим партнером — «казначеем» и не получил из Швеции абсолютно никаких денег, также вместе с Маргарет поехал с Олсоном в Америку.
После этого Роберт Фетлер уехал на родину, в Латвию, куда к тому времени из Америки перебрался его старший брат, Вильгельм. Что касается Николая Пейсти, то он, хотя и жил в Харбине, с 1923 года работал вне ШАМО, возглавив Методистский Библейский институт.
Яков Винс также покинул Харбин, вернувшись к работе в Благовещенской общине и Дальневосточном союзе баптистов. Связь Маньчжурии с советским Дальним Востоком становилась все призрачнее и слабее: Советская власть форсированными темпами организовывала пограничную службу, чтобы противостоять частым набегам на советскую территорию казаков и белоэмигрантов, осевших в Маньчжурии.

### Возобновление работы ШАМО
В Америке Августу Линдстедту предложили стать пастором одной из церквей. Так он проработал около года. В 1925 году его разыскали представители Swedish Baptist General Conference и предложили возобновить работу ШАМО в Маньчжурии, заняв место, которое ранее занимал Олсон. Август с радостью согласился, вместе с Маргарет они вернулись в Харбин и работа началась вновь.
В Китае среди русских эмигрантов были русские служители, которых Линдстедт привлек работе. В разное время с миссией сотрудничали Иван Осипов, Август Пуке, Ефим Забудский, Григорий Ясиницкий, Алексей Петров, В. М. Леонтьев, П. В. Потлов, В. В. Шадрин, Курышев, Солдатенков, Соколов, Ковлеченков и другие.

Григорий Ясиницкий — методистский пастор и богослов, привлекавшийся к работе ШАМО и служивший помощником пресвитера Харбинской общины баптистов

В 1920-е годы в Китае шла гражданская война. Русским эмигрантам, оказавшимся в Китае, приходилось нелегко. Большинство из них мечтали уехать в США, Австралию, Европу или Южную Америку. И многим это удавалось.
В конце 20-х и начале 30-х годов Америка пережила Великую экономическую депрессию, в результате чего финансирование ШАМО почти иссякло, но семья Линдстедт продолжала работу, делясь с русскими сотрудниками миссии последним. С окончанием Великой депрессии, финансирование миссии улучшилось.
В 1932 году Маньчжурию и ещё некоторые китайские территории оккупировали войска императорской Японии. Несмотря на то, что открытого конфликта у русскоязычной диаспоры с японскими властями не было, отток наших эмигрантов из Маньчжурии усилился. С каждым годом русская диаспора становилась все меньше. Внутри Китая тоже шли миграции — русскоязычное население покидало Харбин и перемещалось на юг, прежде всего, в Шанхай. Там было легче найти работу и было больше шансов выехать из Китая.
В 1932 году Харбинская церковь баптистов потеряла сразу 114 членов — большую группа меннонитов, выехавших в Южную Америку. Тем не менее в 1933 году численность русских баптистов в Китае составляла 387 членов церквей и 395 учеников воскресной школы. Август Линдстедт утверждал в 1933 году, что если бы не отток населения, то баптистские общины в Китае имели бы 800 членов.

Русская баптистская община в Харбине стремилась открыть дочерние церкви в городах, где было сколько-нибудь значительное русское население. Была открыта церковь в Шанхае (пресвитер — Ефим Викентьевич Забудский), в Дайрене (он же Далянь, он же бывший русский порт Дальний) (пресвитер — Иван Захарович Осипов) также были филиалы в Тяньцзине и на КВЖД: станциях Маньчжурия, Ханьдаохэцзы, Имяньпо, Цицикар, Мерген и др. Харбинская церковь вела строительство собственного молитвенного дома на 500 мест. Готовый дом молитвы был освящён в 1940 году.
В 1939 году Линдстедт, вслед за передвижением массы русских эмигрантов (которые постепенно перетекали на юг), перенёс свою штаб-квартиру в Шанхай. Харбинской общиной в это время руководил Август Пуке.
В 1939 году началась Вторая мировая война в Европе, в 1941 году в войну вступила Америка. Линстедт уже не имел никакой связи с Харбинской общиной, поскольку Маньчжурия была оккупирована Японией, а затем — СССР.
В 1947 году из-за ухудшившегося здоровья Линдстедт был вынужден уехать в Америку, где и умер спустя три года. Работа ШАМО с момента его отъезда из Китая прекратилась. Большинство русских пасторов, сотрудничавших с ШАМО, в конце концов, благополучно эмигрировали в США, Австралию и др.